# Newcastle, Nordirland
Newcastle (iriska: An Caislean Nua) är en liten kuststad i grevskapet Down och distriktet Newry, Mourne and Down i Nordirland. Newcastle är känt för sin sandstrand, golfbanan till Royal County Down Golf Club och Route 66 Automobile Museum. Newcastle hade år 2001 totalt 7 444 invånare.

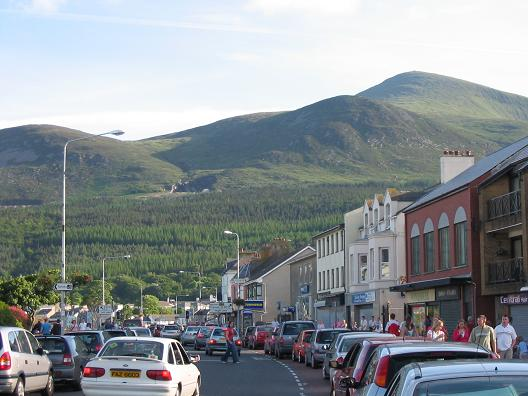
Newcastle, Nordirland

Söder om Newcastle ligger Mournebergen. Naturområdena Tollymoreskogen och Donardparken med Slieve Donard tilltalar många turister.